# Craig (Montana)
Craig es un lugar designado por el censo ubicado en el condado de Lewis and Clark en el estado estadounidense de Montana. En el Censo de 2010 tenía una población de 43 habitantes y una densidad poblacional de 55,53 personas por km².

## Geografía
Craig se encuentra ubicado en las coordenadas 47°4′14″N 111°58′5″O / 47.07056, -111.96806. Según la Oficina del Censo de los Estados Unidos, Craig tiene una superficie total de 0.77 km², de la cual 0.77 km² corresponden a tierra firme y (0%) 0 km² es agua.

## Demografía
Según el censo de 2010, había 43 personas residiendo en Craig. La densidad de población era de 55,53 hab./km². De los 43 habitantes, Craig estaba compuesto por el 93.02% blancos, el 0% eran afroamericanos, el 4.65% eran amerindios, el 2.33% eran asiáticos, el 0% eran isleños del Pacífico, el 0% eran de otras razas y el 0% pertenecían a dos o más razas. Del total de la población el 0% eran hispanos o latinos de cualquier raza.